# Çağlayancerit (district)
Çağlayancerit ligt in de provincie Kahramanmaraş, in Turkije. Het district telt 29.580 inwoners (2000). In het stadje Çağlayancerit zelf wonen 12.642 mensen. De oppervlakte van het district Çağlayancerit is 417 km² (bevolkingsdichtheid: 71 inw/km²). Daarmee is het het kleinste district van de provincie Kahramanmaraş.
Afşin · Andırın · Çağlayancerit · Ekinözü · Elbistan · Kahramanmaraş · Göksun · Nurhak · Pazarcık · Türkoğlu